# Ferdinand Gasse
Pour les articles homonymes, voir Gasse.
Ferdinand Gasse est un violoniste et compositeur français, né le 8 avril 1780 à Naples et mort après 1840.

## Biographie
Ferdinand Gasse naît le 8 avril 1780 à Naples, dans une famille française.
Il entre en mai 1798 au Conservatoire de Paris dans la classe de violon de Pierre Rode. Il étudie également avec Rodolphe Kreutzer et est élève de Charles-Simon Catel en harmonie et de François-Joseph Gossec en composition. Au sein de l'établissement, il obtient un premier prix de violon en l'an VIII et un premier prix de composition en l'an XIII,. 
En 1804, Gasse se présente au concours du Prix de Rome et reçoit un second prix,. L'année suivante, il est lauréat d'un deuxième Premier grand prix, avec sa cantate Cupidon pleurant Psyché, d'après une scène d’Arnault,.
De 1807 à 1810, il est pensionnaire à la villa Médicis. Comme envois de Rome, il est notamment l'auteur d'un Te Deum à deux chœurs et d'un Christe eleison en fugue à six voix sans accompagnement, lesquels furent loués par Méhul. Il prolonge son séjour en Italie et fait jouer en janvier 1812 à Naples un opéra bouffe en deux actes, La Finta Zingara,.  
De retour à Paris la même année, il retrouve son poste de violoniste à l’orchestre de l’Opéra, place qu'il occupait depuis 1801 mais qu’il avait dû abandonner le temps de son séjour romain. Violon solo, il y reste jusqu'en 1834, année où il se retire avec une pension de retraite,.  
On ne connaît pas précisément sa date de mort, qui serait survenue après 1840.  
Comme compositeur, Ferdinand Gasse est l'auteur de diverses pièces pour son instrument, d'une méthode de violon, de musique religieuse et de plusieurs ouvrages lyriques,,.

## Œuvres

### Ouvrages lyriques
- La Finta Zingara, opéra bouffe en deux actes créé à Naples en 1812[1]
- Le Voyage incognito, opéra-comique en un acte créé au théâtre Feydeau le 1er juillet 1819[7]
- L'Idiote, opéra-comique en trois actes créé au théâtre Feydeau le 25 novembre 1820[8]
- Une Nuit de Gustave Wasa ou Le Batelier suédois, opéra-comique en deux actes créé au théâtre Feydeau le 29 septembre 1827[9]
- L'Ange gardien ou Sœur Marie, comédie mêlée de chants sur des paroles d’Achille d’Artois et Henri Dupin, créée au théâtre des Variétés le 29 janvier 1831[3]

### Ouvrages pédagogiques
- Méthode de violon (1803, J. Meissonnier)[3]
- Cours de musique (1830, Bressler)[3]